# 대한민국 사립학교법
사립학교법(私立學校法)은 1963년 6월 26일, 사립학교의 특수성에 비추어 그 자주성을 확보하고 공공성을 앙양함으로써 사립학교의 건전한 발달을 도모함을 목적으로 제정된 제1362호 법률로써 사립학교에 관한 사항에 대해 규정을 하고 있다.

## 교육재정
사립학교의 학교재정은 사립학교법의 적용을 받는다. 동법에 의하면 학교법인이 그 기본재산을 매도·증여·임대·교환 또는 용도 변경하거나 담보에 제공하고자 할 때 또는 의무의 부담이나 권리의 포기를 할 때에는 감독청의 허가를 받아야 하며 학교교육에 직접 사용되는 학교법인의 재산 중 동시행령에서 정하는 것은 이를 매도하거나 담보에 제공할 수 없다고 규정하고 있다. 학교법인의 회계는 그가 설치·경영하는 학교에 속하는 회계와 법인의 업무에 속하는 회계로 구분하며, 학교에 속하는 회계는 교비회계와 부속병원회계(부속병원이 있는 경우에 한한다)로 구분할 수 있고 각 회계의 세입·세출에 관한 사항은 동시행령에 정하고 있다. 학교에 속하는 회계의 예산은 학교장이 편성하여 학교법인의 이사회가 심의·결정하고 학교장이 집행하되, 교비회계에 속하는 수입은 다른 회계에 전출하거나 대여할 수 없다(차입금의 원리금을 상환하는 경우는 제외). 학교법인의 회계연도는 그가 설치·경영하는 사립학교의 학년도에 따르며, 학교법인은 예산의 경우 매회계연도 개시 15일 이전에, 결산의 경우 매회계연도 종료 후 3월 이내에 감독청에 제출하여야 하고 감독청은 예산이 부당하게 편성되었다고 인정할 때에는 그 시정을 요구할 수 있다. 학교법인은 매회계연도 종료 후 2월 이내에 재산목록·대차대조표 및 수지계산서 기타 필요한 장부 또는 서류를 작성하여 이를 항시 그 사무소에 비치해야 한다. 학교법인의 예산편성요강·회계규칙 기타 예산 또는 회계에 관하여 필요한 사항은 교육부장관이 정하도록 사립학교 법에서는 규정하고 있다.

## 판례
- 사립학교법 제28조 제1항에서 학교법인이 의무를 부담하고자 할 때 관할청의 허가를 받도록 규정한 것은 학교법인 재산의 원활한 관리와 유지⋅보호를 기함으로써 사립학교의 건전한 발달을 도모하자는 데에 목적이 있다.[1]

## 같이 보기
- 4대 개혁 입법